# Hjerkinn
Hjerkinn es un pueblo en Dovre, Oppland, Noruega. Es uno de los lugares más áridos del país, con solo 222 de precipitaciones anuales.
La estación de ferrocarril Estación de Hjerkinn se encuentra en Dovrebanen, a 1017 m s. n. m. La autopista E6 también pasa por el pueblo. Lo sirve un pequeño aeropuerto. Hasta 1993 hubo minería por Folldal Gruver. El ejército noruego tiene un campamento en Hjerkinn.